# Wallis Day
Wallis Lily Day (Londres, Inglaterra; 20 de septiembre de 1994), más conocida como Wallis Day,  es una actriz británica.

## Carrera
En noviembre de 2012, se unió a la exitosa serie británica Hollyoaks, donde interpretó a la joven Holly Cunningham hasta octubre de 2013, luego de que se anunciara que Wallis había decidido dejar la serie.
En 2015 apareció como invitada en la serie Jekyll & Hyde, donde dio vida a Olalla Jekyll-Hyde. 
En octubre de 2016, se anunció que Wallis se había unido al elenco de la serie Krypton donde interpreta a Nyssa Vex.
Durante marzo de 2021, se anunció que Wallis había sido elegido como el personaje principal de la serie Batwoman como Kate Kane.

## Filmografía

### Televisión
| Año         | Título          | Personaje              | Notas          |
| ----------- | --------------- | ---------------------- | -------------- |
| 2021        | Batwoman        | Kate Kane / Batwoman   | 7 episodios    |
| 2018-2019   | Krypton         | Nyssa Vex              | 10 Episodios   |
| 2016 - 2018 | The Royals      | Mujer Similar a Violet | 7 Episodios    |
| 2017        | Will            | Cressida               |                |
| 2015        | Jekyll & Hyde   | Olalla Jekyll / Hyde   | 4 Episodios    |
| 2014        | Trollied        | Joven en Anuncio       | Episodio # 4.7 |
| 2012 - 2013 | Hollyoaks       | Holly Cunningham       | 36 Episodios   |
| 2013        | Hollyoaks Later | Holly Cunningham       | 5 Episodios    |